# Meidum
Meidum (arabiska: ميدوم) är en ort i guvernementet Beni Suef och ligger i närheten av staden Faijum cirka 100 kilometer söder om Kairo. Folkmängden uppgår till cirka 20 000 invånare.  
Strax utanför orten ligger en stor pyramid, Pyramiden i Meidum, som båbörjades av farao Huni under Egyptens tredje dynasti och därefter fortsatte byggandet under Egyptens fjärde dynasti av farao Sneferu.  
De idag upprättstående delarna är det som var pyramidens inre struktur, de yttre lagren blev så tunga att strukturen kollapsade, de var inte ihopbyggda med den inre strukturen. Från början var det alltså en trappstegspyramid, och i slutet av Sneferus regeringstid byggdes den om till en slät pyramid, som så småningom rasade. På grund av den ovanliga form pyramiden har idag samt att den ligger så avsides kallas den ofta för den falska pyramiden (el-haram el-kaddab på arabiska). 
Området innefattar dessutom ett antal mastaba, gravplatser och tempel.

## Bilder från Meidum

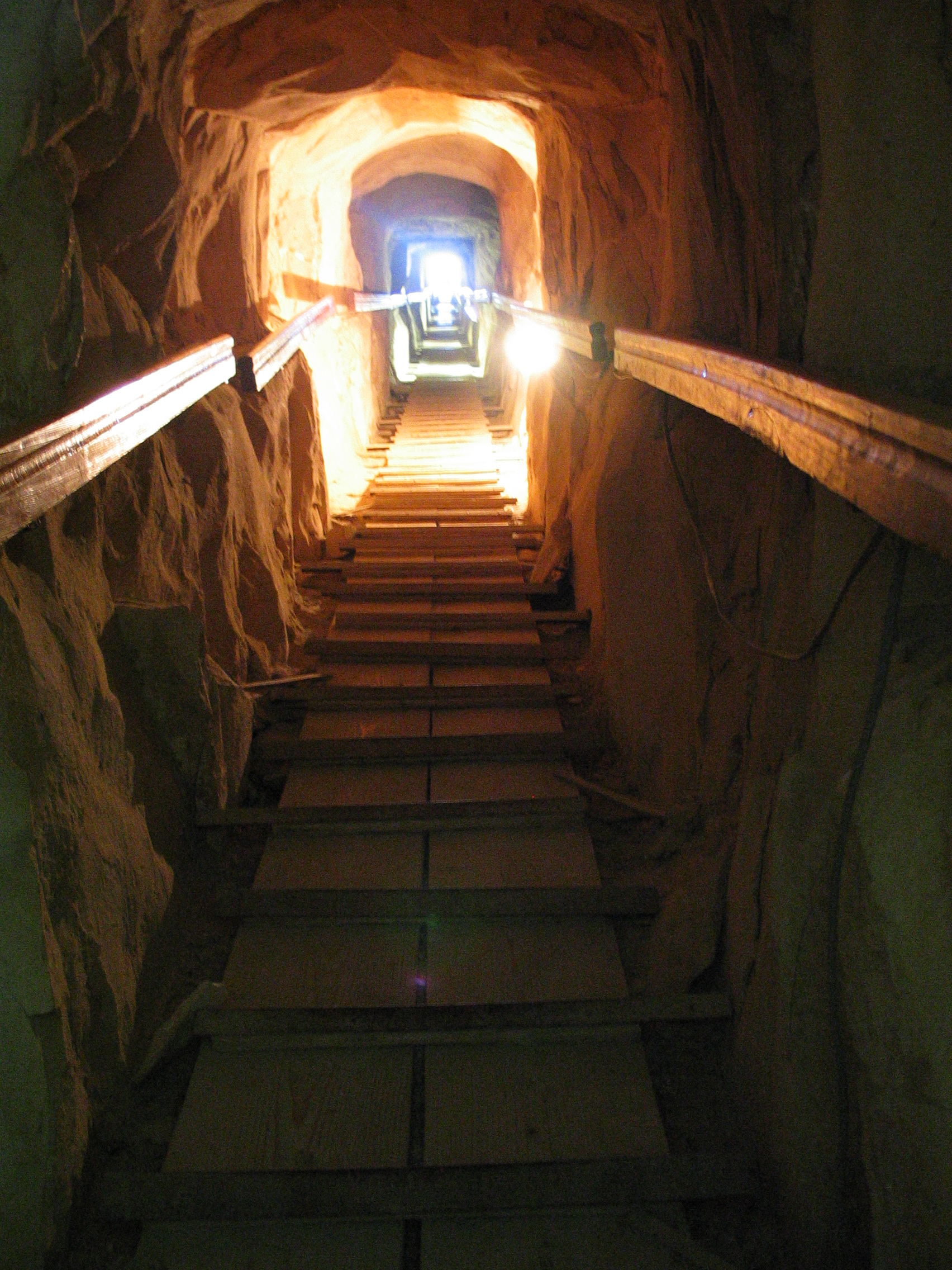
Ingången till pyramiden i Meidum
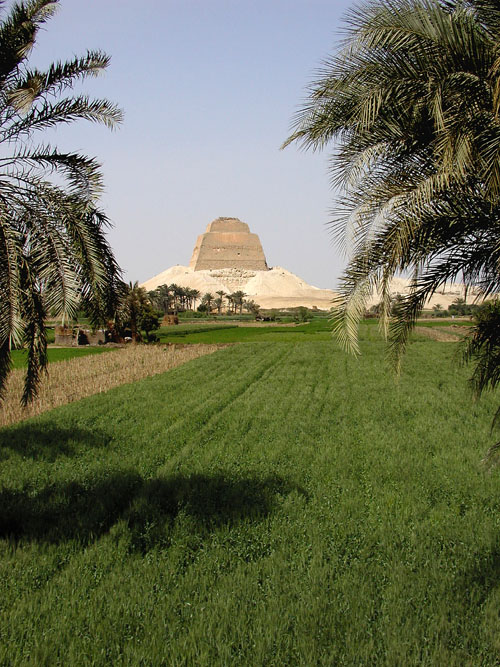
Pyramiden på avstånd
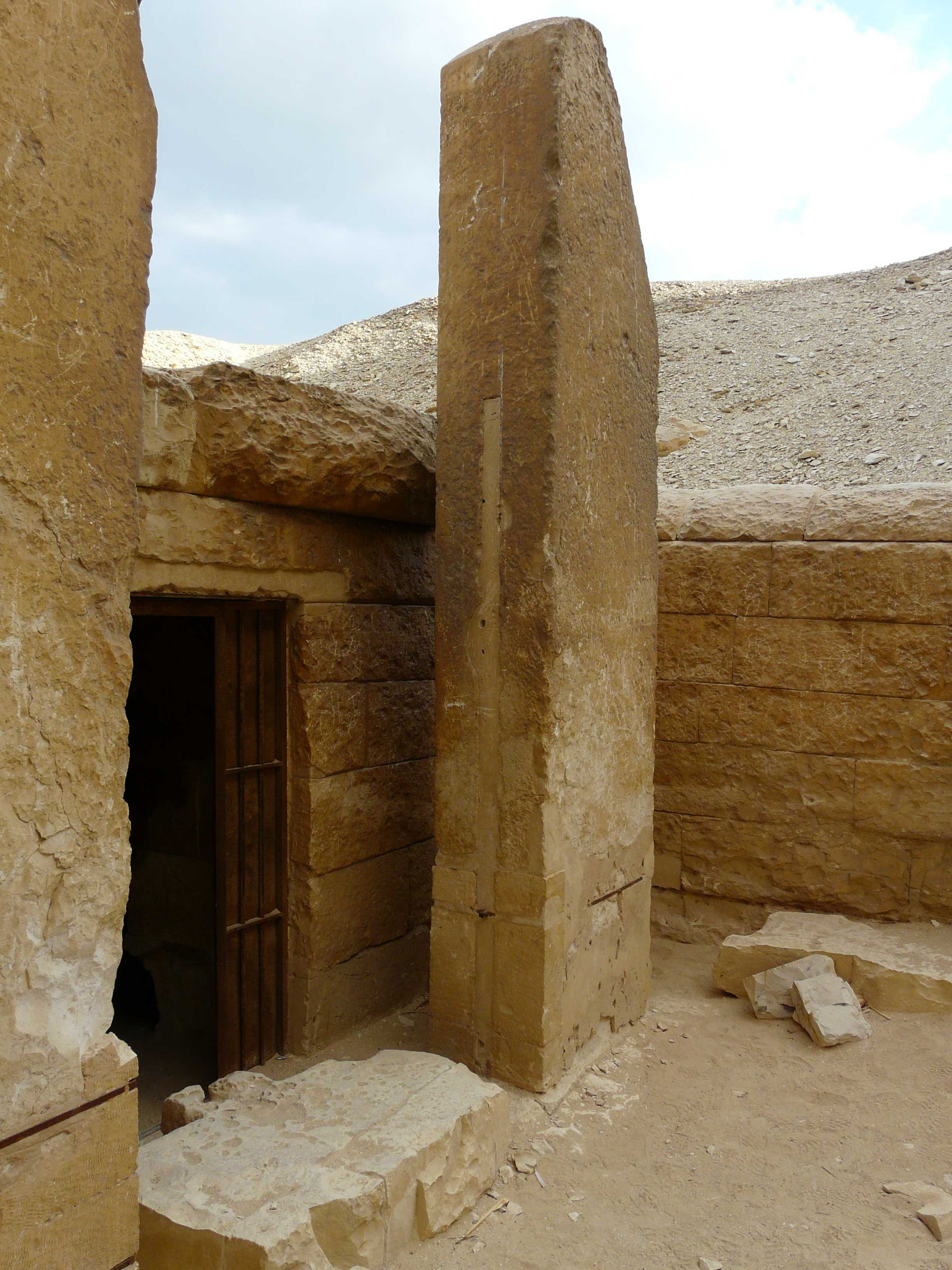
Gravtempel
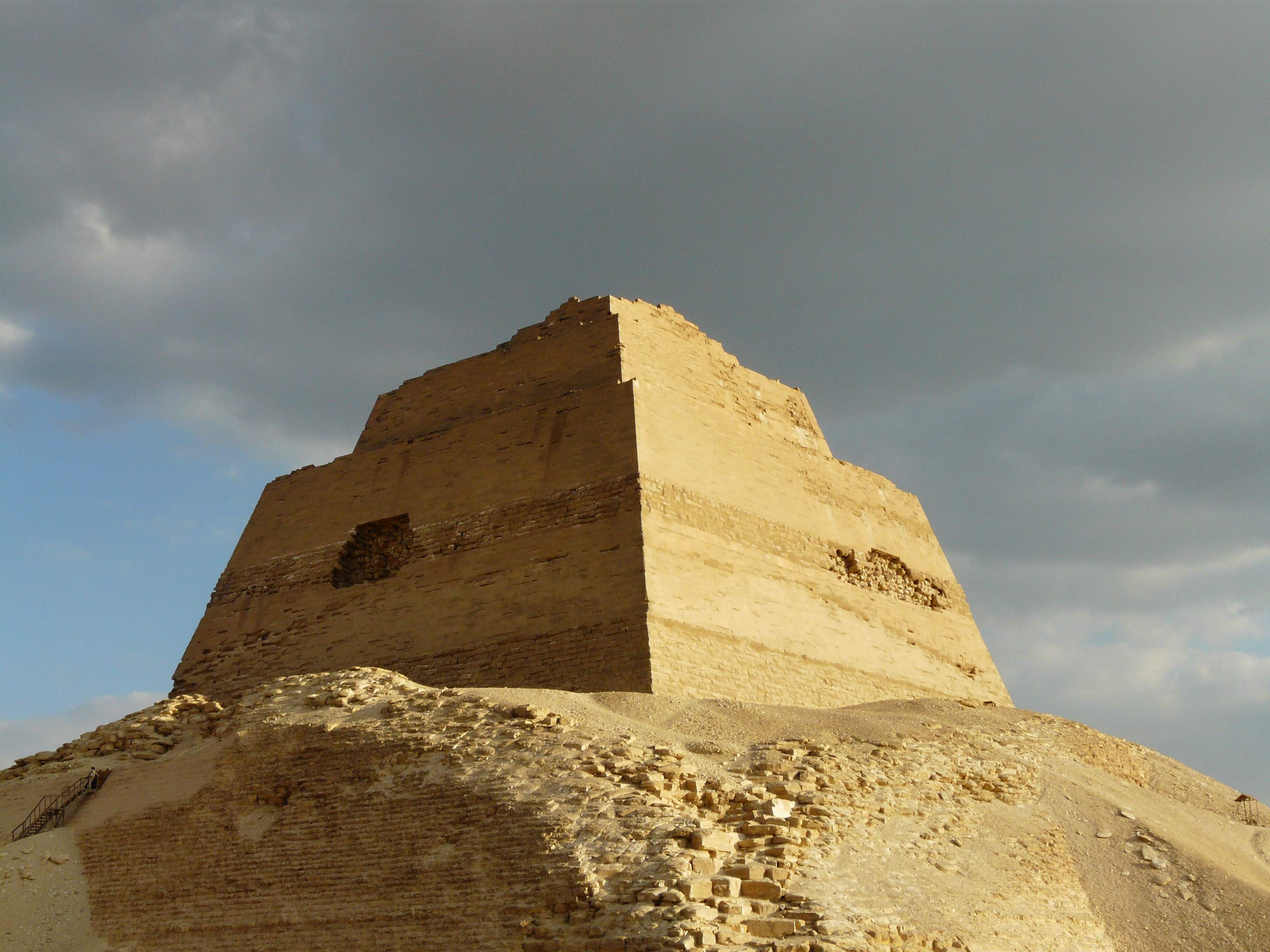
Meidum pyramiden
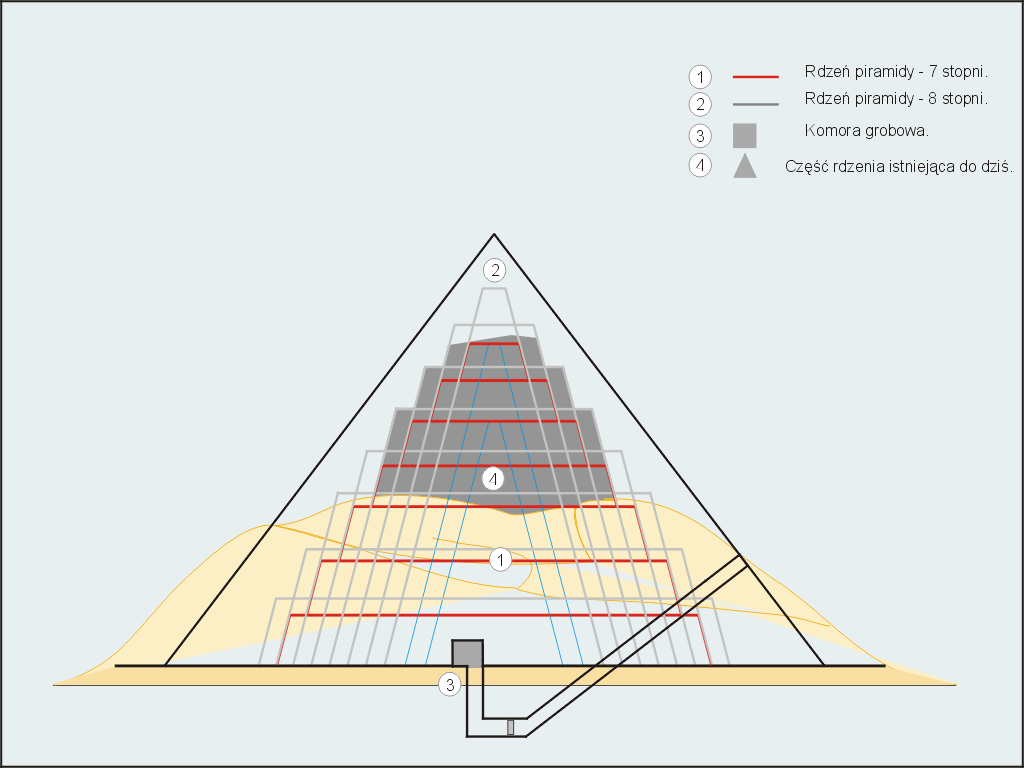
Tvärskiss över hur pyramiden antas ha sett ut
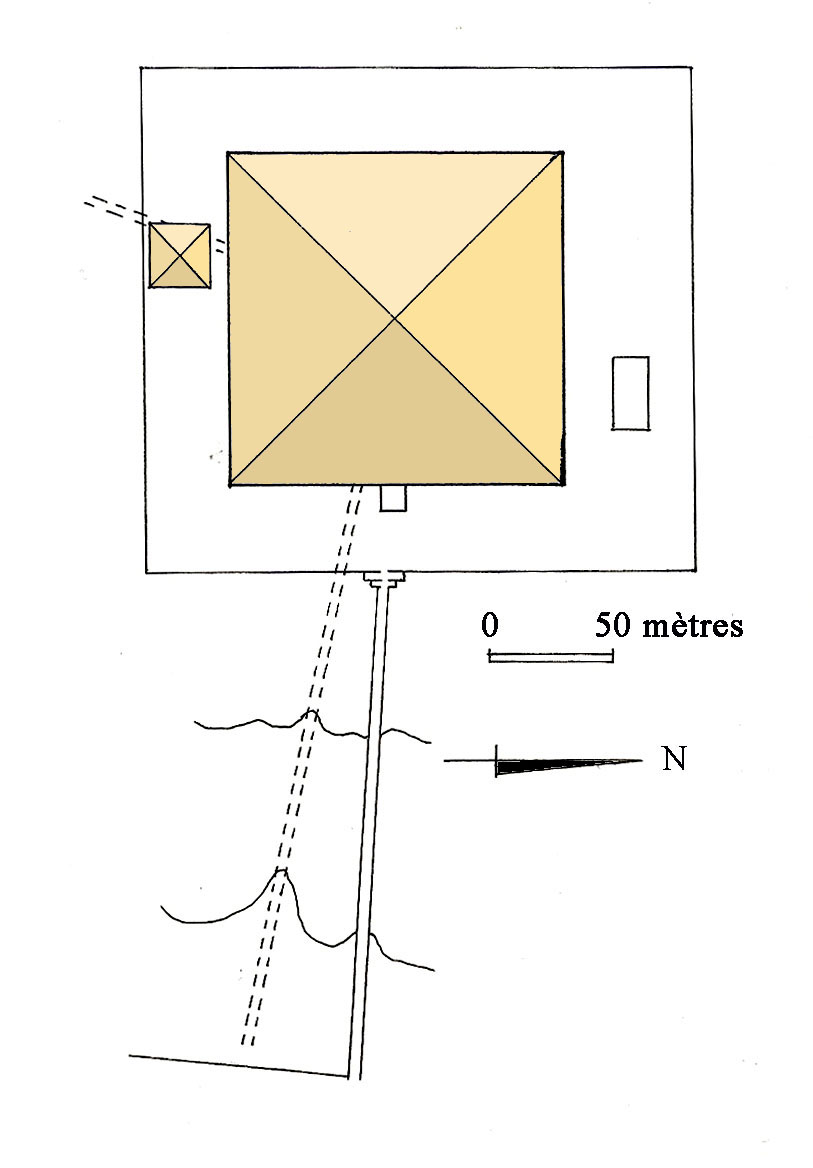
Planskiss över pyramidområdet